# Leonora Carrington
Mary Leonora Carrington OBE (n. 6 aprilie 1917, Clayton-le-Woods⁠(d), Chorley⁠(d), Anglia, Regatul Unit al Marii Britanii și Irlandei – d. 25 mai 2011, Ciudad de México, Mexic) a fost o pictoriță și scriitoare suprarealistă de origine britanică. Cea mai mare parte a vieții sale de adult a petrecut-o în Ciudad de Mexico și a fost printre ultimii participanți activi la mișcarea suprarealistă din anii 1930. Carrington a fost, de asemenea, membru fondator al mișcării de eliberare a femeilor din Mexic în anii 1970.

## Tinerețe
Mary Leonora Carrington s-a născut în Westwood House din Clayton Green, Anglia, într-o familie romano-catolică. Tatăl ei, Harold Wylde Carrington, era un producător bogat de textile, iar mama ei, Marie (născută Moorhead), era din Irlanda. Leonora a avut trei frați: Patrick, Gerald și Arthur. Din 1920 până în 1927, ea a locuit la Crookhey Hall, un conac neogotic din Cockerham, care a exercitat o influență puternică asupra imaginației ei.
Educată de guvernante, pedagogi și călugărițe, a fost expulzată din două școli, inclusiv New Hall School din Chelmsford pentru comportamentul ei rebel, până când familia a trimis-o la Florența, unde a urmat Academia de Artă a doamnei Penrose. De asemenea, Leonora a frecventat foarte puțin școala mănăstirii St. Mary's din Ascot. În 1927, la vârsta de zece ani, și-a văzut prima pictură suprarealistă expusă într-o galerie din zona Rive Gauche din Paris, iar mai târziu a cunoscut mulți suprarealiști, inclusiv pe Paul Éluard. Tatăl ei s-a opus carierei de artist, însă mama ei a încurajat-o. S-a întors în Anglia și a fost prezentată la Curte, dar, potrivit propriilor relatări, ea a adus o copie a romanului lui Aldous Huxley Eyeless in Gaza (1936), în loc de o pictură. În 1935, a frecventat Chelsea School of Art din Londra timp de un an și, cu ajutorul prietenului tatălui ei, Serge Chermayeff, a reușit să se transfere la Academia de Arte Frumoase Ozenfant din Londra, înființată de modernistul francez Amédée Ozenfant. Aici a studiat între anii 1936-1938.
S-a familiarizat cu suprarealismul dintr-o copie a cărții lui Herbert Read, Surrealism (1936), oferită de mama ei, deși familia nu a sprijinit-o niciodată cu adevărat să urmeze o carieră artistică. Poetul și patronul suprarealist Edward James a fost cel care a susținut-o foarte mult în Marea Britanie; James a cumpărat multe dintre picturile ei și i-a organizat o expoziție în 1947 la Galeria Pierre Matisse din New York. Unele lucrări încă sunt expuse în fosta casă a familiei lui James, în prezent West Dean College din West Dean, West Sussex.

## Relația cu Max Ernst
În 1936, Carrington a văzut opera suprarealistului german Max Ernst la Expoziția Internațională Suprarealistă de la Londra și s-a simțit atrasă de el chiar înainte de a-l cunoaște. În 1937 Carrington l-a întâlnit pe Ernst la o petrecere organizată la Londra.:44 Cei doi artiști au simțit o atracție reciprocă și s-au întors împreună la Paris, unde Ernst s-a despărțit imediat de soția sa. În 1938 au părăsit Parisul și s-au stabilit în Saint Martin d'Ardèche, în sudul Franței. Noul cuplu a reprezentat un model de colaborare și dezvoltare artistică. Împreună au creat sculpturi ale animalelor păzitoare (Ernst a creat păsările, iar Carrington a creat un cap de cal din ipsos), pentru a-și decora casa din Saint Martin d'Ardèche. În 1939, Carrington și Ernst și-au pictat portrete unul altuia. Ambii au reușit să exprime prin artă ambivalența relației lor, dar, în timp ce Triumful dragostei lui Ernst îi cuprinde pe ambii artiști în compoziție, Portretul lui Max Ernst al lui Carrington s-a concentrat exclusiv pe Ernst și este împodobit cu simboluri profunde. Portretul nu a fost prima ei lucrare suprarealistă; între 1937 și 1938 Carrington a pictat Autoportret, numit și Hanul calului de zori, expus în prezent la Metropolitan Museum of Art. Cu pantaloni albi și o coamă sălbatică de păr, Carrington stă pe marginea unui scaun în această scenă bizară, de vis, cu mâna întinsă către o hienă care țopăie și cu spatele la un balansoar în formă de cal fără coadă care zboară în spatele ei.
Odată cu izbucnirea celui de-al Doilea Război Mondial, Ernst, care era german, a fost arestat de autoritățile franceze pentru că era un „străin ostil”. Cu ajutorul lui Paul Éluard și al altor prieteni, printre care jurnalistul american Varian Fry, acesta a fost eliberat câteva săptămâni mai târziu. La scurt timp după ce naziștii au invadat Franța, Ernst a fost arestat din nou, de data aceasta de către Gestapo, deoarece arta sa a fost considerată de către naziști ca fiind „degenerată”. A reușit să evadeze și să fugă în Statele Unite cu ajutorul lui Peggy Guggenheim⁠(d), cea care mereu a susținut financiar arta și pe mulți artiști.
După arestarea lui Ernst, Carrington a fost devastată și a acceptat să plece în Spania cu o prietenă, Catherine Yarrow. A locuit cu prieteni de familie în Madrid până când anxietatea paralizantă și tristețea i-au provocat o criză nervoasă și a fost internată într-un azil. Aici i s-a aplicat terapie cu electroșocuri și a fost tratată cu medicamentele Cardiazol (un puternic convulsivant ) și Luminal (un barbituric). A fost externată din azil în grija unui supraveghetor și i s-a spus că părinții ei au decis să o trimită la un sanatoriu din Africa de Sud. În drum spre Africa de Sud, a făcut o oprire în Portugalia, unde a și evadat. A mers la Ambasada Mexicului pentru a-l găsi pe Renato Leduc, poet și ambasador mexican. Leduc era prieten cu Pablo Picasso (se cunoșteau de la coride) și a acceptat o căsătorie de conveniență cu Carrington, astfel încât să i se acorde imunitatea de soție de diplomat. Cei doi au divorțat în 1943. Între timp, Ernst se căsătorise cu Peggy Guggenheim la New York în 1941, o căsnicie ce avea să se încheie câțiva ani mai târziu. Ernst și Carrington nu și-au reluat niciodată relația.

## Mexic

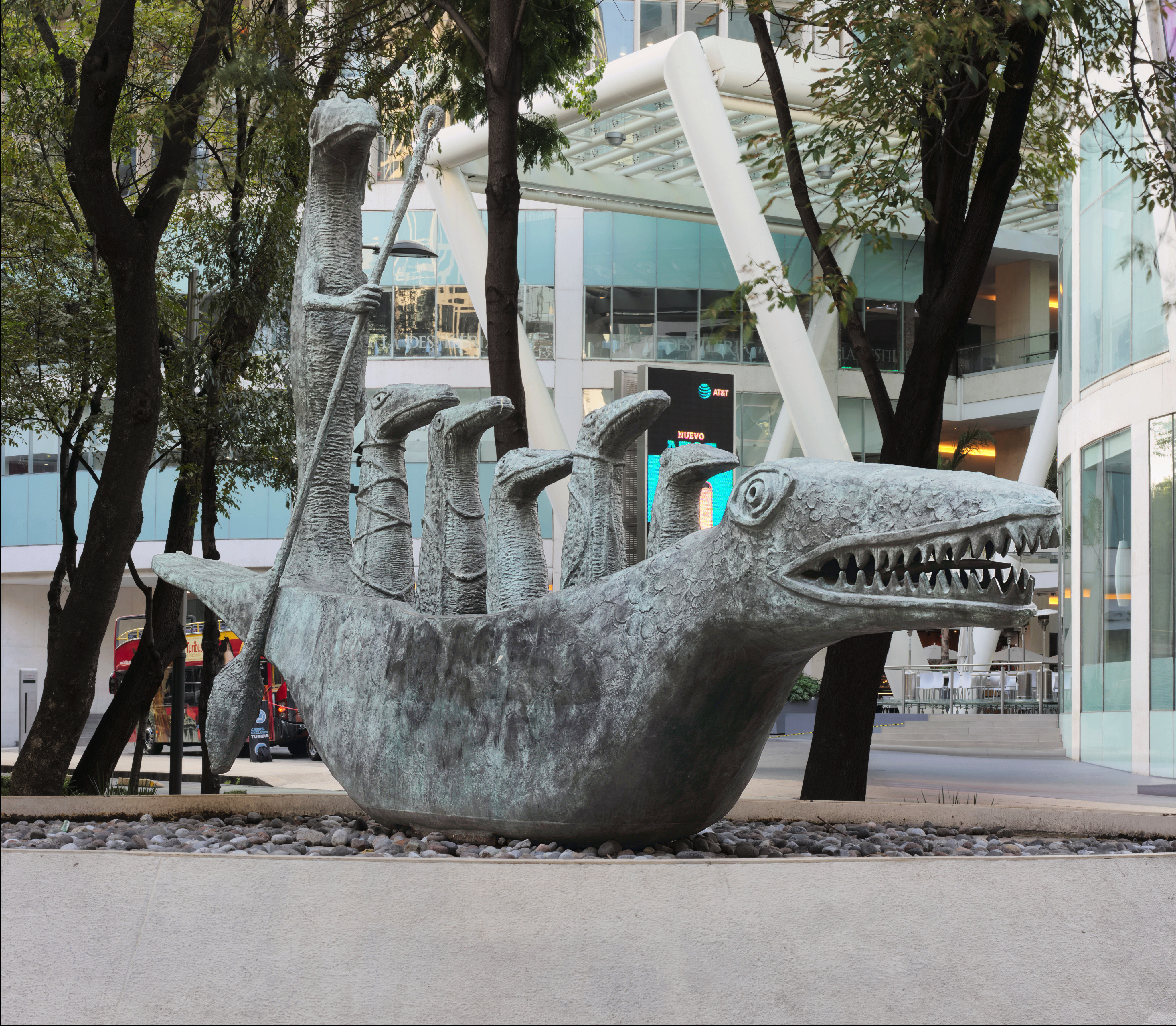
Cum face Micul Crocodil de pe Paseo de la Reforma. Statuia a fost donată orașului Mexic de către Carrington în 2000 și a fost mutată în locația actuală în 2006.

După un an petrecut la New York, în 1942, Leduc și Carrington au plecat în Ciudad de Mexico, unde mulți artiști europeni au fugit în căutare de azil, iar ea a ajuns să iubească acest oraș și a trăit acolo, cu mici întreruperi, tot restul vieții.
Când Carrington a venit pentru prima dată în Ciudad de Mexico, reputația ei artist de succes a ajutat-o să construiască multe conexiuni în cadrul mișcării suprarealiste, iar relațiile ei în cadrul acestor cercuri suprarealiste au influențat în mare măsură deschiderea unor oportunități care fuseseră mult timp inaccesibile artiștilor mexicani. După ce a locuit aici timp de șapte ani, Leonora Carrington a realizat prima expoziție personală la Galeria Clardecor. Reacția publicului a fost încurajatoare, iar presa a publicat luni de zile recenzii pozitive.
A petrecut o parte a anilor 1960 în New York City, apoi a revenit în Ciudad de Mexico, unde a continuat să lucreze. În 1963, i s-a solicitat să creeze o pictură murală pe care a intitulat-o El Mundo Magico de los Mayas și care a fost influențată de poveștile populare din regiune. Pictura murală se află acum în Museo Nacional de Antropología din Ciudad de Mexico.
În 1973, Carrington a proiectat Mujeres conciencia, un afiș pentru mișcarea de eliberare a femeilor din Mexic, reprezentând o „nouă eră”. În anii 1970, artistele din generații și curente anterioare au răspuns climatului și mișcării mai liberale adoptate de gama contemporană de tendințe feministe. Multe dintre aceste artiste s-au folosit de creația lor pentru a predica masiv emanciparea femeilor, în timp ce altele au preferat să vorbească despre probleme în loc să creeze opere de artă. Carrington a vorbit deseori despre „puterile legendare” ale femeilor și despre cât de important este ca femeile să-și recupereze „drepturile care le-au aparținut cândva”. Mulți artiști implicați în suprarealism au considerat femeile ca fiind utile doar ca muze, fără a le considera artiști propriu-ziși. Carrington a fost adoptată ca femme-enfant (femeie-copil) de suprarealiști din cauza rebeliunii ei împotriva educației pe care o primise ca membră a unei clase superioare.
Carrington s-a concentrat în primul rând pe libertatea psihologică, ferm convinsă că o astfel de libertate nu poate fi obținută decât împreună cu libertatea politică. Prin convingerile sale, ea a înțeles că „o mai mare cooperare și schimb de experiență între femeile active politic din Mexic și America de Nord” era vitală pentru emancipare. Activismul ei politic i-a adus câștigarea Lifetime Achievement Award la Convenția Women's Caucus for Art din New York în 1986. De-a lungul decadei respective, femeile au identificat și definit o serie de relații cu conceptele și preocupările feministe specifice acelei perioade. Ele au continuat să pună la îndoială sensul existenței prin formă și material.
„Nu am avut timp să fiu muza nimănui... eram prea ocupată să mă revolt împotriva familiei și să învăț să fiu artist.”—Leonora Carrington

## A doua căsătorie și copii
Mai târziu, s-a căsătorit cu Emerico Weisz (poreclit „Chiki”), născut în Ungaria în 1911, fotograf și colaboratorul lui Robert Capa în timpul războiului civil spaniol. Împreună au avut doi fii: Gabriel, intelectual și poet, și Pablo, medic și artist suprarealist. Chiki Weisz a murit la 17 ianuarie 2007, acasă. Avea 97 de ani.

## Moarte
Leonora Carrington a murit pe 25 mai 2011, la vârsta de 94 de ani, într-un spital din Ciudad de Mexico, în urma unor complicații cauzate de pneumonie. A fost îngropată la Panteón Inglés (cimitirul englez) din Ciudad de Mexico.

## Teme și lucrări majore

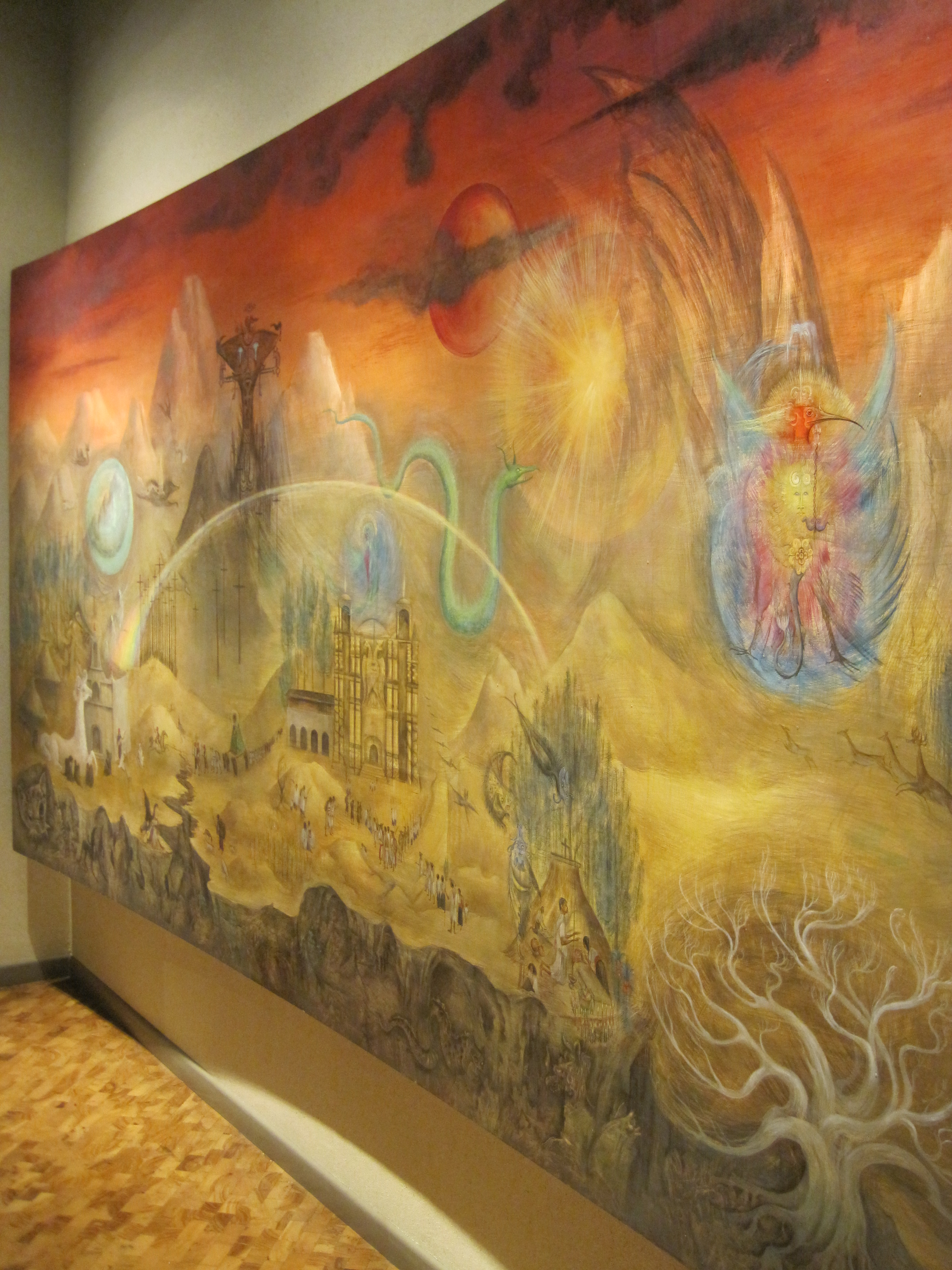
Leonora Carrington, Lumea magică a mayașilor (1963-1964), Muzeul Național de Antropologie

Carrington a declarat: „Am pictat pentru mine... Nu am crezut niciodată că cineva îmi va expune sau cumpăra lucrările.” Nu a manifestat niciun interes față de scrierile lui Sigmund Freud, la fel ca și alți suprarealiști din mișcare. În schimb, s-a concentrat pe realismul magic și pe alchimie și a folosit detaliile autobiografice și simbolismul ca subiecte ale picturilor ei. Carrington a dorit să prezinte sexualitatea feminină așa cum a experimentat-o ea, mai degrabă decât viziunea suprarealiștilor masculini asupra sexualității feminine. Lucrările lui Carrington din anii 1940 se concentrează pe tema dominantă a rolului femeii în procesul creativ.
Opera lui Carrington este identificată și comparată cu mișcarea suprarealistă. În cadrul mișcării suprarealiste, a existat o explorare puternică a corpului femeii, combinată cu forțele misterioase ale naturii. A fost perioada în care femeile artiste au corelat figura feminină cu natura creativă, prin intermediul unor exprimări ironice.
În picturile ei, Carrington a folosit tușe mici de pensulă pentru a construi straturi într-o manieră meticuloasă, creând imagini bogate.
În Autoportret (1938), Carrington oferă propria sa interpretare a sexualității feminine, se orientează asupra propriei realități sexuale, mai degrabă decât să teoretizeze subiectul, așa cum era obiceiul altor suprarealiști din mișcare. Îndepărtarea lui Carrington de caracterizarea sexualității feminine a subminat rolul tradițional masculin al mișcării suprarealiste. Autoportret reflectă, de asemenea, o perspectivă asupra interesului lui Carrington pentru „transformarea alchimică a materiei și răspunsul ei la cultul suprarealist al dorinței ca sursă de inspirație creativă”. Autoportret explorează dualitatea implicată de existența unei femei. Acest concept de dualitate este explorat de Carrington folosind o oglindă pentru a afirma dualitatea sinelui și a sinelui observator cu a fi observat. Hiena descrisă în Autoportret unește atât bărbatul, cât și femeia într-un întreg metaforic al lumilor nopții și viselor. Simbolul hienei este prezent în multe dintre lucrările ulterioare ale lui Carrington, inclusiv în „La Debutante” din cartea ei de povestiri The Oval Lady.
La trei ani după ce a fost externată din azil și cu sprijinul lui André Breton, Carrington a scris despre experiența ei psihotică în cartea de memorii Down Below. Aici a explicat cum a făcut o criză de nervi, nu a vrut să mai mănânce și a părăsit Spania. Apoi a fost închisă într-un azil. În carte, Carrington ilustrează tot ce i s-a făcut acolo: terapii instituționale nemiloase, agresiune sexuală, droguri halucinogene și condiții insalubre. S-a sugerat că evenimentele cărții nu ar trebui luate literal, având în vedere starea lui Carrington în momentul când a fost internată, însă, autorii recenți au încercat să examineze detaliile instituționalizării ei pentru a discredita această teorie. De asemenea, artista și-a descris experiența și prin intermediul artei sale, astfel de exemple fiind Portretul Dr. Morales și Harta de jos.
Cartea ei The Hearing Trumpet abordează subiectul îmbătrânirii și corpul feminin. Este prezentată povestea femeilor în vârstă, care, în cuvintele lui Madeleine Cottenet-Hage din eseul său „The Body Subversive: Corporal Imagery in Carrington, Prassinos and Mansour”, caută să distrugă instituțiile societății lor imaginative pentru a introduce un „spirit de fraternitate”.:86–87The Hearing Trumpet critică, de asemenea, rușinea față de nuditatea feminină și este considerată una dintre primele cărți care abordează noțiunea de identitate de gen în secolul al XX-lea. Convingerile lui Carrington au definit maternitatea ca pe o experiență cheie a feminității. Ea a declarat: „Noi, femeile, suntem animale condiționate de maternitate (...) Pentru animalele femele, dragostea, care este urmată de marea dramă a nașterii unui nou animal, ne împinge în adâncurile peșterii biologice.” Ceea ce poate părea diferit de anumite perspective feministe moderne, peștera, asupra căreia Carrington oferă multiple versiuni, este, de fapt, decorul unei treziri simbolice la viață, nu o naștere reală („și aceasta poate însemna acvatică sau maternă, poate fi dublă, după părerea mea"; mère și mer, conform lui Simone de Beauvoir).
Carrington era interesată de animale, mit și simbolism. Acest interes s-a manifestat și mai puternic după ce s-a mutat în Ciudad de Mexico și a început o relație cu artista spaniolă Remedios Varo. Împreună au studiat alchimia, Cabala și scrierile mistice mayașe post-clasice, Popol Vuh.
Prima expoziție importantă cu operele sale a fost în 1947 la Galeria Pierre Matisse din New York. Carrington a fost invitată să-și prezinte lucrările într-o expoziție internațională de suprarealism, unde a fost singura pictoriță engleză profesionistă. A devenit o celebritate aproape peste noapte. În Ciudad de Mexico, a scris și a publicat mai multe cărți care s-au bucurat de succes.

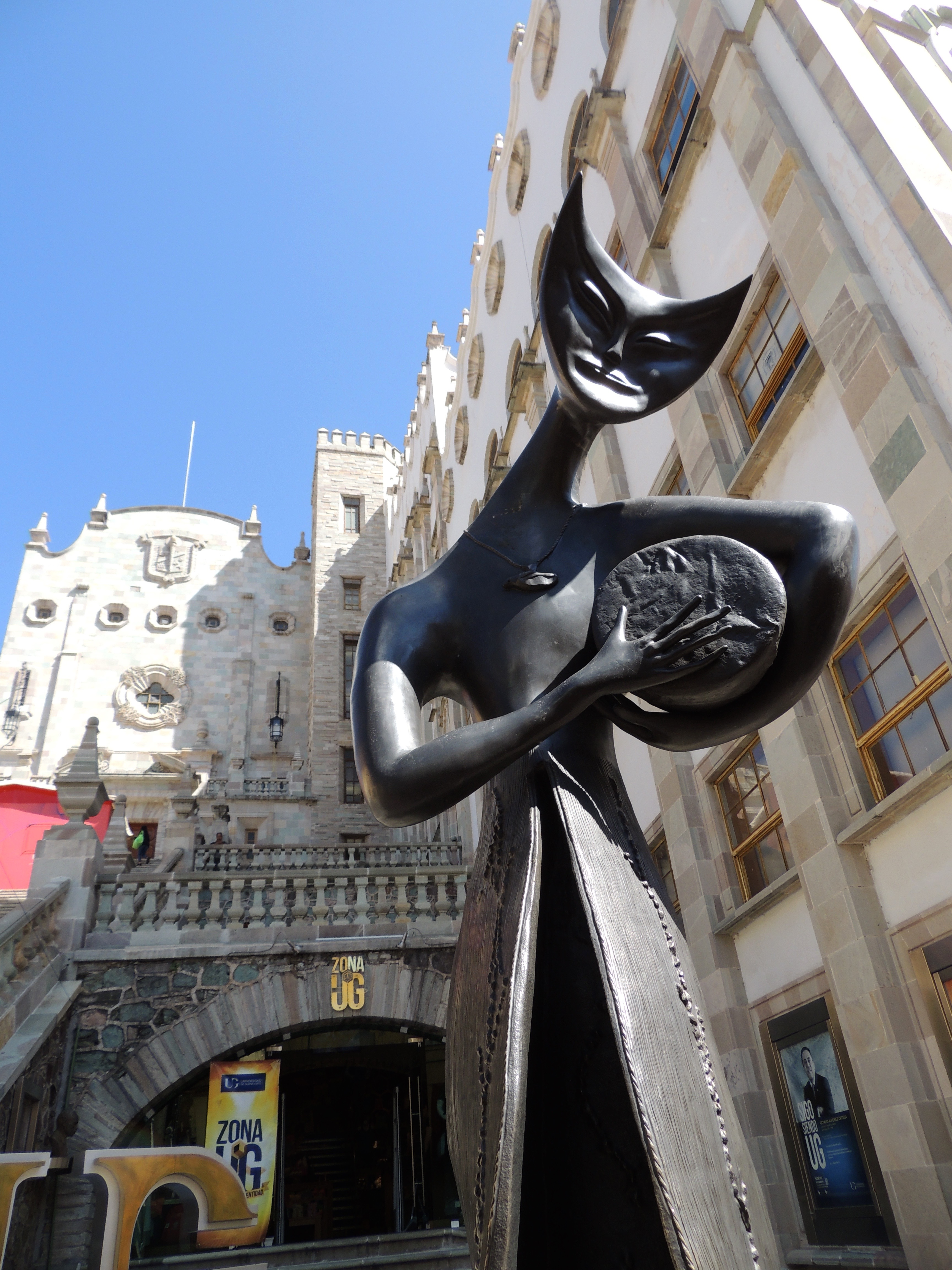
Sculptură de Carrington expusă lângă Universitatea din Guanajuato în timpul Festivalului Internațional Cervantino din 2015

Prima expoziție majoră a lucrărilor sale în Marea Britanie din ultimii douăzeci de ani a avut loc la Chichester 's Pallant House Gallery, West Sussex, între 17 iunie și 12 septembrie 2010, și ulterior la Norwich, la Centrul Sainsbury pentru Arte Vizuale, ca parte a unui sezon de expoziții internaționale majore reunite sub denumirea Surreal Friends, care au celebrat rolul femeilor în mișcarea suprarealistă. Lucrările ei au fost expuse alături de cele ale prietenilor ei apropiați, pictorița spaniolă Remedios Varo (1908–1963) și fotografa maghiară Kati Horna⁠(d) (1912–2000).:131
În 2013, la Muzeul Irlandez de Artă Modernă din Dublin a fost organizată o amplă retrospectivă a operei lui Carrington, cu titlul The Celtic Surrealist. Curatorul expoziției a fost Sean Kissane, iar scopul a fost de a examina trecutul irlandez al lui Carrington pentru a reliefa o serie de teme culturale, politice și mitologice prezente în opera ei. 
Opera lui Carrington înfățișează deseori cai, precum în Autoportret (Hanul calului de zori) și în Caii Lordului Candlestick. Fascinația ei pentru cai își are originea în copilărie. Aceștia sunt prezenți și în scrierile ei. În prima nuvelă publicată, „The House of Fear”, Carrington descrie un cal în postura de ghid psihic pentru o tânără eroină. În 1935, primul său eseu, „Jezzamathatics or Introduction to the Wonderful Process of Painting”, a fost publicat înainte de povestirea ei „The Seventh Horse”. De multe ori, Carrington s-a folosit de cuvinte codificate pentru a dicta interpretarea în opera sa de artă. „Sfeșnic” este un cod pe care l-a folosit în mod frecvent pentru a-și reprezenta familia, iar cuvântul „domn” l-a folosit pentru tatăl ei.
Carrington a contribuit la filmul de groază mexican din 1973, La mansión de la locura, regizat de Juan López Moctezuma, o adaptare liberă a nuvelei lui Edgar Allan Poe „Sistemul doctorului Catran și al profesorului Pană”. Ea s-a ocupat de designul artistic pentru decoruri și costume, împreună cu unul dintre fiii ei, Gabriel Weisz. Apariția repetată a unui cal alb, alter ego-ul lui Carrington, precum și sărbătorile și costumele suprarealiste elaborate evidențiază influența și viziunea ei în acest film.
În 2005, Christie's a scos la licitație tabloul El Juglar, iar prețul obținut a fost de 713.000 USD, stabilind un nou record pentru cel mai mare preț plătit la licitație pentru un pictor suprarealist în viață. Carrington a pictat portrete ale actorului de telenovele Enrique Álvarez Félix, fiul actriței María Félix, care era prieten cu primul ei soț.
În 2015, Carrington a fost onorată printr-un Google Doodle⁠(d) cu ocazia celei de-a 98-a aniversări. Proiectul s-a bazat pe pictura ei, How Doth the Little Crocodile, desenată în stil suprarealist. Pictura a fost inspirată de o poezie omonimă din Alice în Țara Minunilor de Lewis Carroll, iar ulterior a fost transformată în Cocodrilo situat pe Paseo de la Reforma.

## Moștenire și influență
Carrington este asociată cu suprarealismul feminizat. Picturile și cărțile ei au adus perspectiva unei femei asupra a ceea ce fusese până atunci o mișcare artistică dominată în mare măsură de bărbați. Ea a demonstrat că femeile trebuie privite ca artiști în sine, nu doar ca muze pentru artiștii masculini.
În 2022, cea de-a 59-a expoziție internațională de artă a fost intitulată The Milk of Dreams. Acest nume este împrumutat dintr-o carte scrisă de Carrington, în care, așa cum spune Cecilia Alemani, autoarea „descrie o lume magică în care viața este în mod constant reînchipuită prin prisma imaginației și în care fiecare se poate schimba, se poate transforma, poate deveni altceva și altcineva."
Viața lui Carrington a inspirat Out of This World: The Surreal Art of Leonora Carrington, o carte non-ficțiune pentru copii scrisă de Michelle Markell și ilustrată de Amanda Hall, în care este relatată povestea vieții și artei lui Carrington, modul în care și-a cultivat talentul creativ și dezicerea de convențiile secolului al XX-lea despre cum ar trebui să se comporte femeile și debutanții din clasa superioară.
Carrington și fiul ei au constituit subiectul scurtmetrajului experimental Leonora și Gabriel: An Instant. Filmul a fost realizat de Lizet Benrey la reședința lui Carrington din Ciudad de Mexico. Carrington a vorbit despre arta prezentă în casa și în viața ei ca artist suprarealist. Filmul a avut premiera în 2012 la Festivalul de Film Latino din San Diego.

## Expoziții
- 2023: Leonora Carrington. Revelación, Madrid, Spania, 11 februarie - 7 mai 2023
- 2022: Leonora Carrington: El Mundo Magico, Mixografia, Los Angeles, California, 9 iulie - 27 august 2022
- 2020: Fantastic Women, Louisiana Museum of Modern art, Humlebæk, Denmark, 25 iulie - 8 noiembrie 2020
- 2019: Surrealism in Mexico - - Exhibitions - Di Donna Galleries, New York, NY, 25 aprilie - 29 iunie 2019
- 2019: Leonora Carrington, The Story of the Last Egg, Gallery Wendi Norris Offsite Exhibition Arhivat în 15 decembrie 2023, la Wayback Machine., New York, NY, 23 mai - 29 iunie 2019
- 2018: The Leonora Carrington Museum este inaugurat în San Luis Potosí, México
- 2018: Leonora Carrington. Cuentos Mágicos, Museo de Arte Moderno de la Ciudad de México, Mexico, aprilie - septembrie 2018[76]
- 2017: Mad About Surrealism, Museum Boijmans Van Beuningen, Regatul Țărilor de Jos, Rotterdam[77]
- 2017: Surrealist Women, Mayoral, Barcelona, Spania, Barcelona[77]
- 2016: Monstruosismos, Museo de Arte Moderno de Ciudad de México, Mexico, Bosque de Chapultepec[77]
- 2016: Surreal Encounters. Collecting the Marvellous, Scottish National Gallery of Modern Art, UK, Edinburgh[77]
- 2016: Dalí, Ernst, Miró, Magritte ....: Surreal Encounters from the Collections Edward James, Roland Penrose[77]
- 2016: Gabrielle Keiller, Ulla and Heiner Pietzsch, Hamburger Kunsthalle, Germania, Hamburg[77]
- 2016: Artists and Lovers, Ordovas Gallery, Londra, UK, Mayfair[77]
- 2016: Strange Worlds: The Vision of Angela Carter, Royal West of England Academy, UK, Bristol[77]
- 2016: Leonora Carrington: The Last Tuesday Society & Viktor Wynd's Museum of Curiosities, Fine Art & Natural History. Hackney, London, septembrie - decembrie 2016[78]
- 2015: Leonora Carrington: Tate Liverpool, 6 martie - 31 mai 2015[77]
- 2015: Surrealism and Magic, Boca Raton Museum of Art, SUA, Boca Raton[77]
- 2015: Kahlo, Rivera & Mexican Modern Art, NSU Art Museum, Fort Lauderdale, SUA, Ft. Lauderdale[77]
- 2015: Mexico: Fantastic Identity. 20th Century Masterpieces from the FEMSA Collection, Museum of Latin American Art, SUA, Long Beach[77]
- 2015: Lorna Otero Project Album of Family, Miami, The Patricia & Phillip Frost Art Museum, Florida International University, SUA, Downtown Miami[77]
- 2015: Surrealism: The Conjured Life, Museum of Contemporary Art (MCA) Chicago, SUA, Near North Side[77]
- 2015: Fields of Dream: The Surrealist Landscape, Di Donna, SUA, Upper East Side[77]
- 2014: Surrealism and Magic, Herbert F. Johnson Museum of Art, Cornell University, SUA, Ithaca[77]
- 2014: Paper, Pencil & Ink: Prints & Other Works on Paper, Ruiz-Healy Art, SUA, San Antonio[77]
- 2013: Max Ernst, Fondation Beyeler, Basel, Elveția, Basel[77]
- 2013–2014: Leonora Carrington: The Celtic Surrealist, Irish Museum of Modern Art, Dublin, Irlanda (solo)[79]
- 2012: In Wonderland: The Surrealist Adventures of Women Artists in Mexico and the United States, Los Angeles[77]
- 2012: County Museum of Art, SUA, Park La Brea[77]
- 2011: Exultation: Sex, Death and Madness in Eight Surrealist Masterworks, Wendi Norris Gallery, SUA, Union Square[77]
- 2011: The Colour of My Dreams The Surrealist Revolution in Art, Vancouver Art Gallery, Canada, Vancouver[77]
- 2011: The Good, The Bad, The Ugly?, Museum of Latin American Art, SUA, Long Beach[77]
- 2011: Night Scented Stock, Marianne Boesky Gallery, 118 East 64th Street, SUA, Upper East Side[77]
- 2011: Leonora Carrington & Tilly Losch, Viktor Wynd Fine Art Inc.[80]
- 2010: Surreal Friends, Pallant House Gallery, UK, Chichester,[77] and Sainsbury Centre for Visual Arts, UK, Norwich
- 2010: Divine Comedy, Sotheby's New York, SUA, Upper East Side[77]
- 2009: Latitudes: Latin American Masters from the Femsa Collection, The Bowers Museum of Cultural Art, SUA, Santa Ana[77]
- 2009: Angels of Anarchy: Women Artists and Surrealism, Manchester Art Gallery, UK, Manchester[77]
- 2008: Arte Americas The Latin American Art Fair, Tresart, SUA, Coral Gables[77]
- 2008: Works from the Natasha and Jacques Gelman Collection of Modern Mexican Art, Irish Museum of Modern Art, Irlanda, Dublin[77]
- 2008: Talismanic Lens, Frey Norris Gallery, San Francisco, CA (solo)[79]
- 2007: Surrealism: Dreams on Canvas, Nassau County Museum of Art, Roslyn Harbor, NY[79]
- 2003: Frida Kahlo, Diego Rivera and 20th Century Mexican Art: The Jacques and Natasha Gelman Collection, National Museum of Mexican Art, Chicago, IL
- 2001–2002: Surrealism: Desire Unbound, The Tate, London, England and The Metropolitan Museum of Art, New York, NY[79]
- 1999: Mirror Images: Women, Surrealism and Self-Representation, San Francisco Museum of Modern Art, San Francisco, CA
- 1999: Surrealism: Two Private Eyes/The Nesuhi Ertegun and Daniel Filipacchi Collections, Solomon R. Guggenheim Museum, New York, NY[79]
- 1993: Regards des Femmes, Musée d'Art Moderne, Lieja, France
- 1993: Sujeto-Objeto, Museo Regional de Guanajuato, Guanajuato y Museo de Monterrey, Moneterrey, Mexico[79]
- 1991: Galería de Arte del Auropuerto Internacional de la Ciudad de México, Mexico City, Mexico (solo)
- 1991: Serpentine Gallery, Londra, Anglia (solo)
- 1991: Sainsbury, Norwich, Anglia (solo)
- 1991: Arnolfini, Bristol, Anglia (solo)
- 1991: The Mexican Museum, San Francisco, CA (solo)[79]
- 1990: Art Company, Leeds, Anglia (solo)
- 1990: Brewster Gallery, New York, NY (solo)[79]
- 1989: Museo Nacional de la Estampa, INBA, Mexico (solo)[79]
- 1987: Brewster Gallery, New York, NY (solo)
- 1987: Art Space Mirage, Tokyo, Japonia (solo)
- 1987: Alexander Iolas Gallery, New York, NY (solo)[79]
- 1976: Leonora Carrington: a retrospective exhibition, Center for Inter-American Relations, New York City[81]
- 1976: Leonora Carrington: a retrospective exhibition, University Art Museum, University of Texas at Austin[81]
- 1970: Impressionism to Surrealism, Worthing Art Gallery, Worthing, Anglia[79]
- 1969: The Surrealists, Byron Gallery, New York, NY
- 1969: Galerie Pierre, Paris, Franța (solo)
- 1969: Instituto Nacional de Bellas Artes, Sala Nacional, Mexico (solo)
- 1969: Palacio de Bellas Artes, Mexico City, Mexico (solo)
- 1969: Galería de Arte Mexicano, Mexico City, Mexico (solo)[79]
- 1968: Artistas Británicos en México 1800/1968, Instituto Anglo-Mexicano de Cultura, Mexico[79]
- 1967: IX Bienal de Pintura, São Paulo, Brazilia[79]
- 1966: Surrealism: A State of Mind, Universidad de California, Santa Barbara, CA
- 1966: Surrealismo y Arte Fantástico en México, Galeria Universitaria, Aristos, Mexico
- 1965: Galería Antonio Souza, Mexico City, Mexico (solo)
- 1965: Instituto Cultural Anglo-Mexicano, Mexico (solo)
- 1965: Galería Clardecor, Mexico City, Mexico (solo)[79]
- 1963: Pinturas de la colección de Edward James, Worthing Art Gallery, Worthing, Anglia[79]
- 1961: El Retrato Mexicano Contemporáneo, Museo de Arte Moderno, Mexico City, Mexico[79]
- 1959: Eros Galerie, Daniel Cordier, Paris, Franța[79]
- 1956: Galería de Arte Mexicano, Mexico City, Mexico (solo)[79]
- 1943: Exhibition by 31 Women, the Art of This Century gallery, New York, NY[82]
- 1943: First Papers of Surrealism, Madison Avenue Gallery, New York, NY
- 1943: 20th Century Portraits, Museum of Modern Art, New York, NY[79]
- 1942: Pierre Matisse Gallery, New York, NY (solo)[79]
- 1938: Esposition du Surréalisme, Galerie Robert, Amsterdam, Regatul Țărilor de Jos
- 1938: Exposition Internationale du Surréalisme, Galerie Beaux-Arts, Paris, Franța[79]

## Cărți
- La Maison de la Peur, H. Parisot, 1938 – cu ilustrații de Max Ernst
- Down Below (revista VVV, 1944) - retipărit de Black Swan Press în 1983 și New York Review of Books în 2017
- Une chemise de nuit de flanelle, Libr. Les Pas Perdus, 1951, traducere de Yves Bonnefoy, cu coperta de Max Ernst
- El Mundo Mágico de Los Mayas, Museo Nacional de Antropología, 1964 – ilustrat de Leonora Carrington
- The Oval Lady: Surreal Stories (Capra Press, 1975)[83]
- The Hearing Trumpet (Routledge, 1976);[59] Penguin Books, Limited, 2005,ISBN: 9780141187990
- The Stone Door (New York: St. Martin's Press, 1977)[84]
- The Seventh Horse and Other Tales (Dutton, 1988)[85]
- The House of Fear (trad. K. Talbot și M. Warner. New York: EP Dutton, 1988)[86]
- The Debutante and Other Stories (Silver Press, 2017)
- The Milk of Dreams (ediție ilustrată, New York: Colecția NYR pentru copii, 2017)
- The Complete Stories of Leonora Carrington (Dorothy, un proiect editorial, 2017. Introducere de Kathryn Davis)

## Opere de artă
- Autoportret (Hanul calului de zori), 1936–1937, Muzeul Metropolitan de Artă, Colecția Pierre și Maria-Gaetana Matisse
- The Horses of Lord Candlestick, 1938 (colecție privată)
- Masa Domnului Sfeșnic, 1938
- Portretul lui Max Ernst, c. 1939, Scottish National Gallery of Modern Art[87]
- Ispita Sfântului Antonie, 1945 (colecție privată)
- The Kitchen Garden on the Eyot, 1946, Muzeul de Artă Modernă din San Francisco[88]
- The Giantess (The Guardian of the Egg), 1947 (colecție privată)
- The Old Maids, 1947, Sainsbury Center for Visual Arts University of East Anglia
- Baia de păsări, 1974
- Turnul Memoriei, 1995, Muzeul de Curiozități, Arte Plastice și Istorie Naturală Viktor Wynd, Londra
- Gatomaquia, 2009, Museo Leonora Carrington, Mexic